# Вила-Кортеш-да-Серра
Вила-Кортеш-да-Серра (порт. Vila Cortês da Serra)  —  населённый пункт и район в Португалии,  входит в округ Гуарда. Является составной частью муниципалитета  Говейя. Находится в составе крупной городской агломерации Большое Визеу. По старому административному делению входил в провинцию Бейра-Алта. Входит в экономико-статистический  субрегион Серра-да-Эштрела, который входит в Центральный регион. Население составляет 312 человека на 2001 год. Занимает площадь 10,01 км².